# Друге технічне обслуговування автомобіля
Друге технічне обслуговування автомобіля, або ТО-2 — це комплекс робіт щодо технічного обслуговування автомобілів, яке проводиться із періодичністю 20 000 км для легкових автомобілів та 16 000 км для вантажних і автобусів створених на їхній базі.

## Типові операції
Під час виконання ТО-2 виконуються роботи передбачені у ТО-1. Специфічні роботи ТО-2 систем живлення ДТЗ, які працюють із застосуванням газу, а також додаткові роботи на автомобілях-самоскидах наведені в інструкціях експлуатації цих виробів.

### Контрольно-діагностичні, кріпильні, регулювальні роботи
- Перевірити дію контрольно-вимірювальних приладів, омивачів вітрового скла, фар, а в холодну пору — стан системи вентиляції та опалення, а також щільність дверей і вентиляційних люків, пристроїв для обігріву та обдування скла.
- Перевірити кріплення головок циліндрів двигуна, стан і кріплення опор двигуна, регулятора частоти обертання колінчастого валу
- Перевірити оглядом кріплення, стан і герметичність картера зчеплення і коробки передач.
- Перевірити оглядом задній (середній) міст: правильність встановлення (без перекосу), стан і кріплення редуктора та колісних передач, стан і правильність установки балки передньої осі, кути установки передніх коліс. При потребі виконати регулювальні роботи.
- В автомобілях з пневматичним приводом гальм відрегулювати хід педалі та зазори між накладками гальмівних колодок і барабанами коліс.
- В автомобілях з гідравлічним приводом гальм перевірити дію посилювача та хід педалі.
- Перевірити герметичність амортизаторів, стан і кріплення їх втулок, стан колісних дисків, відрегулювати підшипники маточин коліс.
- Перевірити кріплення та герметичність паливного бака, трубопроводів, паливного насоса і карбюратора, дію привода, повноту відкриття і закриття дросельної та повітряної заслінок
- У карбюраторних двигунах перевірити рівень палива у поплавковій камері, легкість пуску і роботу двигуна. Відрегулювати мінімальну частоту обертання колінчастого валу двигуна в режимі холостого ходу.
- Перевірити роботу дизеля, справність паливного насоса високого тиску, регулятора частоти обертання колінчастого валу, визначити ступінь непрозорості відпрацьованих газів. Через одне ТО-2 перевірити кут випередження вприскування палива. При потребі виконати регулювальні роботи.
- Перевірити зовнішнім оглядом і за допомогою приладів стан акумуляторної батареї, її кріплення, дію вимикача акумуляторної батареї та стан і кріплення електричних провідників.

### Мастильні і очищувальні роботи
- Очистити і промити клапан вентиляції картера двигуна, замінити фільтрувальний елемент фільтра тонкої очистки оливи (або очистити відцентровий фільтр).
- Прочистити сапуни і долити (замінити) оливу в картерах агрегатів і бачках гідроприводу автомобіля.
- Після обслуговування перевірити роботу агрегатів, вузлів і приладів автомобіля на ходу чи на діагностичному стенді.